# Мельников, Александр Афанасьевич
Александр Афанасьевич Мельников (25 мая 1906 года — 14 февраля 2004 года) — русский советский актёр кино и театра. Наиболее известен образами мужественных революционных солдат и матросов: красноармеец Васька — «Моя Родина» (1933 год), матрос Куприянов — «Депутат Балтики» (1936 год), Родион Жуков — «Белеет парус одинокий» (1937 год), Семён Котко — «Шёл солдат с фронта» (1939 год) и т. д.

## Биография
Родился в рабочей семье в Санкт-Петербурге 25 мая 1906 года. Зарабатывая на жизнь токарем на заводе, с 1925 по 1927 год учился в киномастерской ФЭКС у Г. Козинцева и Л. Трауберга, а с 1927 по 1929 год, после слияния учебных заведений, — в Ленинградском техникуме сценических искусств уже на курсе Ф. Эрмлера. В 1929 г. молодые режиссёры А. Зархи и И. Хейфиц основали Первую комсомольскую постановочную бригаду. Их дебютная картина «Ветер в лицо» (1930 год) — о борьбе молодёжи с мещанским бытом — стала творческим успехом как постановщиков, так и актёров: Мельникова и Жакова. Следующая работа комсомольской бригады — картина «Полдень» (1931 год), рассказывающая о коллективизации российского крестьянства, — и критикой, и авторами была признана неудачной, но работа актёрского дуэта отмечена чрезвычайно положительно Мельников быстро стал одним из самых востребованных в Совкино (позже Ленинградской кинофабрики), за 5 лет снявшись более, чем в двадцати фильмах. Историками кино особенно выделяется роль молодого красноармейца Васьки в картине «Моя Родина» (1933 год) о конфликте на КВЖД. По одной версии картина была запрещена после предпросмотра Сталиным лично и без объяснения причин. По другой — партийные руководители не смогли договориться об уровне допустимого отображения в картине новой военной техники СССР.
В 1941 году Александр Мельников добровольцем ушёл на фронт, прослужив до конца войны. После Победы вернулся на Ленфильм, но оказался невостребованным. В 1947 году получил приглашение Смоленского театра. Столкнувшись со стандартным репертуаром из пьес социалистического реализма, через год вернулся в Ленинград. В 1947 году Мельников снова призван на военную службу в железнодорожные войска. Демобилизован в 1953 году в звании старшего лейтенанта. В конце 1950—1970-х годах работал ассистентом режиссёра на Ленфильме и, одновременно, снимался в небольших ролях из картин киностудии. В последующем работал экскурсоводом в музее.
Скончался в 2004 году возрасте 97 лет в Санкт-Петербурге.

## Фильмография

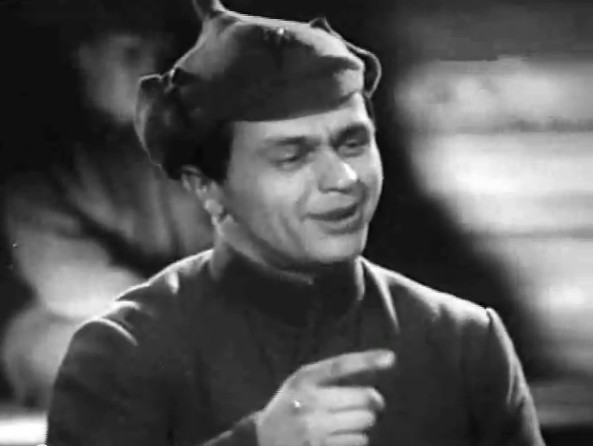
Александр Мельников в роли Васьки в фильме «Моя Родина» (1933)

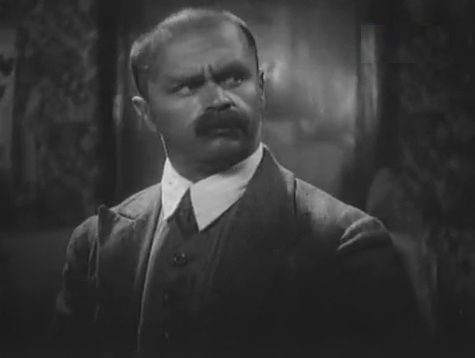
Александр Мельников в фильме «Наследный принц республики» (1934)

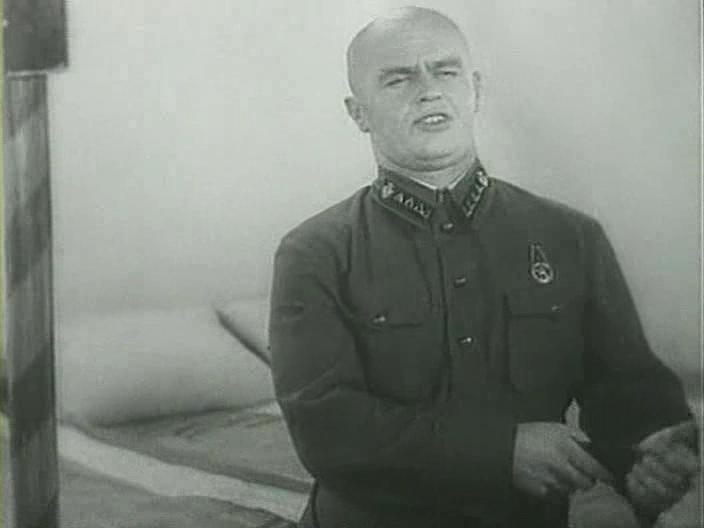
Александр Мельников в роли танкиста в фильме «Горячие денёчки» (1935)

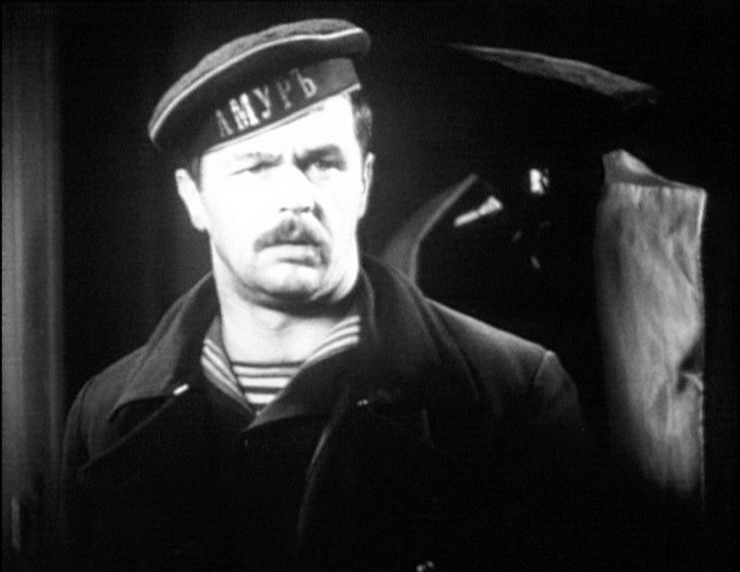
Александр Мельников в роли Куприянова в фильме «Депутат Балтики» (1936)

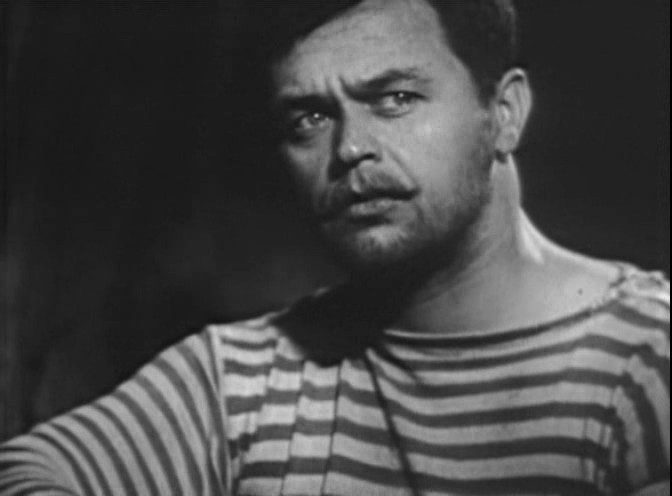
Александр Мельников в роли Родиона Жукова в фильме «Белеет парус одинокий»

1. «С. В. Д.» (1927) — мальчик в цирке
2. «Парижский сапожник» (1927) — комсомолец
3. «Золотой клюв» (1928) — эпизод
4. «Бунт бабушек» (1929) — комсомолец (фильм не сохранился)
5. «Обломок империи» (1929) — комсомолец
6. «Ветер в лицо» (1930 год) — Валерьян, секретарь ячейки
7. «Всадники ветра» (1930 год) — комсомолец
8. «По ту сторону» (1930 год) — человек в очках
9. «Кинометла № 3» (1931 год) — журналист
10. «Полдень» (1931 год) — Саша
11. «Человек за бортом» (1931 год) — баптист (фильм не сохранился)
12. «Лес» (1932 год) (фильм на экраны не вышел)
13. «Ошибка героя» (1933 год) — Лисухин (фильм не сохранился)
14. «Моя Родина» (1933 год) — Васька
15. «Песнь о счастье» (1934 год) — человек с длинными волосами
16. «Частный случай» (1934 год) — Сашко (фильм не сохранился)
17. «Чудо» (1934 год) — Священник
18. «Флаг стадиона» (1934 год) — извозчик (фильм не сохранился)
19. «Горячие денёчки» (1935 год) — Мельников, танкист
20. «Очарованный химик» (1935 год) — Колтунов (фильм не был завершён)
21. «Искатели счастья» (1936 год) — еврей с газетой в поезде
22. «Концерт Бетховена» (1936 год) — проводник
23. «Депутат Балтики» (1936 год) — Куприянов
24. «Белеет парус одинокий» (1937 год) — Родион Жуков
25. «Одиннадцатое июля» (1938 год) — Боровиков
26. «Старая крепость» (1938 год) — Родион Приходько
27. «Случай на полустанке» (1939 год) — Христофоров
28. «Шёл солдат с фронта» (1939 год) — Семён Котко
29. «Член правительства» (1940 год) — конвоир
30. «Разгром Юденича» (1941 год) — маленький боец
31. «Один из многих» (боевой киносборник № 2, 1941 год) — зенитчик Пчёлкин
32. «Фронтовые подруги» (1941 год) — повар
33. «Драгоценные зерна» (1948 год) — эпизод;
34. «Улица полна неожиданностей» (1955 год) — бухгалтер
35. «На переломе» (1957 год) — эпизод;
36. «Армия «Трясогузки»» (1963 год) — солдат Первой мировой войны
37. «Музыканты одного полка» (1965 год) — музыкант
38. «Помни, Каспар…» (1965 год) — эпизод;
39. «Республика ШКИД» (1966 год) — Алникпоп
40. «На диком бреге» (1967 год) — Начальник пограничного отряда
41. «Три толстяка» (1967 год) — эпизод
42. «Бой с тенью» (1972 год) — эпизод